# 强-6
强-6是中國人民解放軍空軍的一种支援型战斗轰炸机（强击机），中华人民共和国第一种可變後掠翼战机，主要仿制对象为前苏联米高扬设计局研制的米格-23，由中國南昌飞机制造厂（洪都航空前身）主持研制，总设计师为陆孝彭，但此项目于1980年代终止。

## 研制背景
1974年初，西沙海战爆发。該次戰役中国人民解放军海军虽然最终取得了对南越的胜利，但西沙海战暴露出的戰術問題是解放軍海軍无法獲得空中支援。在当时中国人民解放军空军和海军航空兵装备的各型战机中：歼-5、歼-6和歼-7等缺乏对地攻击能力；作为攻击机的强-5的航程过短，载弹量少，无法适应高强度作战；而作为重型轰炸机的轰-5和轰-6速度太慢，且缺乏自卫能力，无法完成水面舰艇编队的火力支援。此后，深感缺乏一种先进的支援战机中国人民解放军空军和海军航空兵在西沙海战结束后不久就分别向原三机部提出各自的新型战机设计指标要求。要求航空部门研制新型戰鬥轟炸機。

## 研制过程及终止

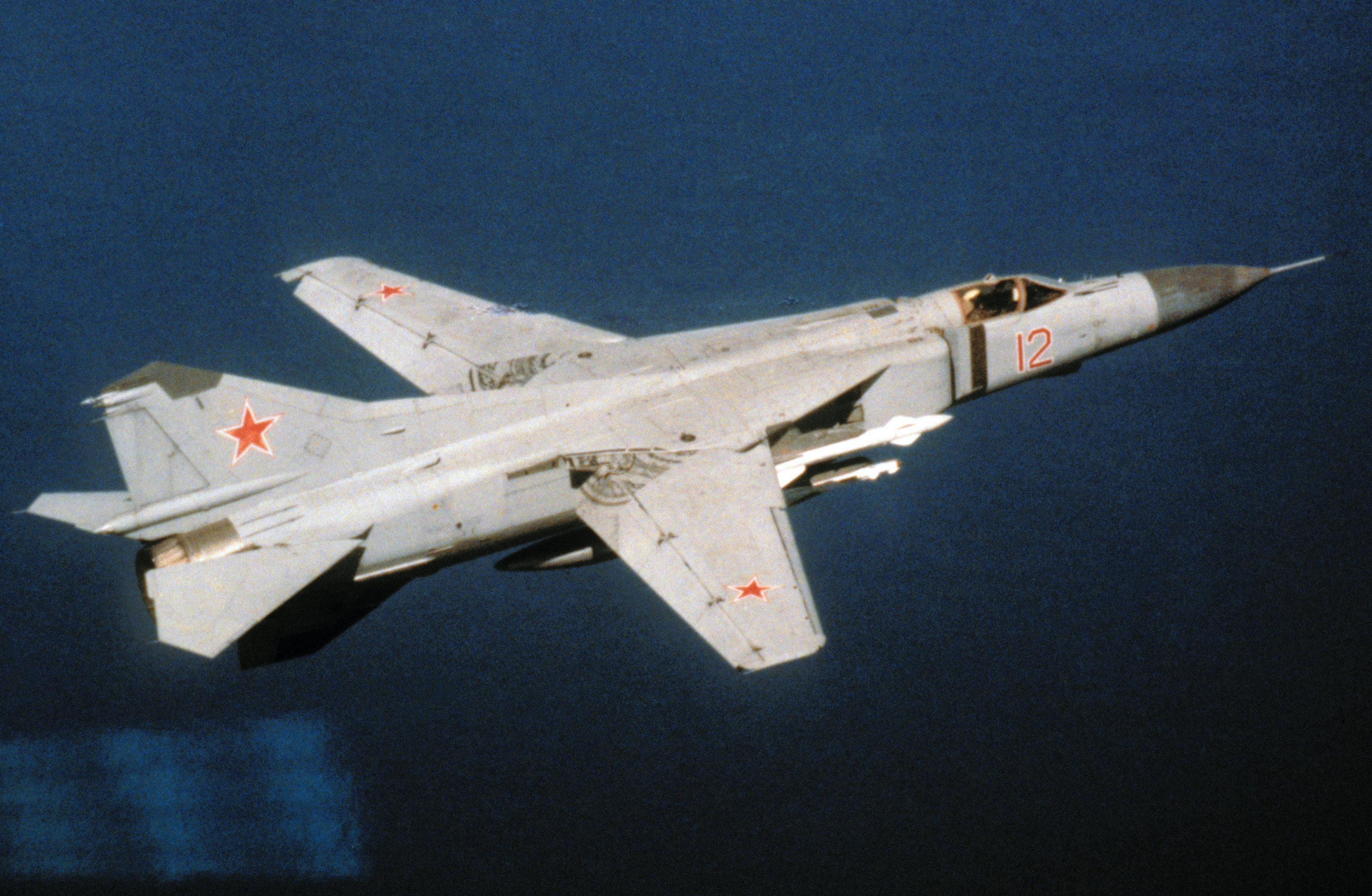
被强-6仿制的原型机：米格-23戰鬥機

在1970年代贖罪日戰爭後，因埃及謀求與以色列和解最終脫離與蘇聯間的友好關係，且讓蘇聯對埃及的軍援短期斷絕；為了補充耗損，中華人民共和國曾經協助埃及提供中國製俄系軍火，在兩國關係友好度趨增後中国向埃及提出索取米格23的想法，在1979年起中国取得了1架埃及的米格23，並對它的一切完整研究，最終至少有6架埃及的米格23秘密運抵中國成為許多飛機研發單位的重要樣品。隨後，南昌飛機製造廠由強-5总设计师陆孝彭的坚持，決定從埃及取得的米格23為基礎，改良發展一款單座、單發動機，可超音速飛行的戰術攻擊機取代殲6及強5，該新型機當時暫定為强-6。
南昌厂的强-6设计思想非常超前。从60年代到70年代，航空工业界对可变翼技术的研究很重视，对中国也产生了相当的影响。南昌厂确定的强-6方案，采用悬臂式变后掠翼设计，机腹进气，装一具最大后推力为12200千克的涡扇-6涡扇发动机。从外形来看，强-6就像是F-16和米格-23的混合体。
强-6计划选用当时中华人民共和国第一种可量产的涡扇发动机——涡扇-6（WS-6）。在具体的研制目标上看，该机最大武器载荷4500千克，作战半径900千米。设计性能优于米格-23。但涡扇-6发动机出现了严重的技术瓶颈，同时更为重要的是，由于底子薄弱、技术力量不足，变后掠翼设计所带来的焦点移动与飞机控制矛盾等各种问题无法解决。
研制中基本以对米格-23的逆向工程为主。但在研制过程中遇到了诸多技术问题，如：和苏联米格-23战斗机相比，中国在其基础上研制的可变后掠翼結构要超重12％，间接导致作战半径及载弹量的减小；发动机的可靠性低，达不到装备要求；对可变后掠翼的控制系统的逆向工程没有完全实现等。
80年代中后期，由于军方认为可变后掠翼布局并不是将来作战飞机的主流，加之其自身为解决的种种技术问题，以及文化大革命等政治事件的影响，强-6和其他这个时期中华人民共和国开发的军用航空器（如歼-9和运-10等）一样，最终停止了研制。

## 飞控系统
该机在国内没有任何先例的情况下，采用当时先进的電傳飛控。以从国外获得的相关技术为基础，科研人员采用反向编译的方式，首先试制模拟式三余度电传操纵系统。此为中国以开放资料中，第一代战机电传操纵系统。该电传操纵系统主要由信号转换装置、飞行控制计算机、电缆和动作装置组成。

## 動力
1970年代起，渦輪扇發動機逐漸成為各國戰機的主流動力，為了趕上下一代水準，強6並沒有使用複製米格23的圖曼斯基R-35，而是打算另起爐灶配備1965年起研發的國產渦扇-6（WS-6）渦輪扇發動機。
帳面數值上，渦扇6重2,100公斤，軍用推力7,130公斤、後燃推力12,220公斤，推重比为5.93；而1983年推動改良的渦扇6G更聲稱可達到後燃推力13,830公斤，具有推重比7的潛力。但是帳面指標卻難以掩飾渦扇6始終沒離開原型測試階段，且1960-1980年代的中國並沒有實際完成研發發動機該有的基礎研究，使得研發出來的產品充斥瑕疵，最終在渦扇10計畫啟動後取消；而渦扇6「摧毀」的研發計畫並不只有強6，包括殲9、殲13等研發計畫也被沒有心臟的病徵給拖累。

## 航电设备
强-6的机载电子设备选用的是仿制和改进自米格-23BN上的相关设备，主要包括有：改进自“高空云雀”的新型雷达、激光测距仪、瞄-6型瞄准具、雷达告警系统以及通信电台、无线电高度表、无线电罗盘、近距导航和着陆系统等。其中，具备对地功能的雷达和瞄准具，使强-6能够执行对敌攻击任务。
但是，该系统和仿制的其他苏联电子设备一样，元件仍使用真空管及電晶體為主；與1970年代以後積體電路開始廣泛運用的新型航電相比落後許多，且體積及後勤需求也較為吃重。

## 外部連結
- 中国空军强6型强击机模型 （页面存档备份，存于）